# Victor Bergström
Victor Bergström es un deportista sueco que compitió en vela en la clase Europe. Ganó una medalla de plata en el Campeonato Mundial de Europe de 2006.

## Palmarés internacional
| Campeonato Mundial | Campeonato Mundial     | Campeonato Mundial | Campeonato Mundial |
| Año                | Lugar                  | Medalla            | Clase              |
| ------------------ | ---------------------- | ------------------ | ------------------ |
| 2006               | Copenhague (Dinamarca) | Medalla de plata   | Europe             |